# Чуйские зори
Чуйские зори (каз. Шудың нұры, алт. Эре-Чуйдыҥ таҥдагы) — районная общественно-политическая газета на русском, алтайском и казахском языках, издающаяся в Кош-Агачском районе Республики Алтай, Россия. Газета освещает события происходящие в районе и республике. Учредителями газеты являются администрация и районный Совет депутатов Кош-Агачского района.
Газета выходит 1 раз в неделю на 8 полосах (плюс приложения с текстами постановлений местных властей).
Издаётся с 1 января 1979 года. В связи с тем, что в Горно-Алтайской типографии, где печатается газета, не было казахского шрифта, первоначально казахский вариант газеты приходилось печатать в аймаке Баян-Улгий Монголии. Является самой массовой районной газетой в республике, а также одной из немногих в России газет на трёх языках.